# 賈森港

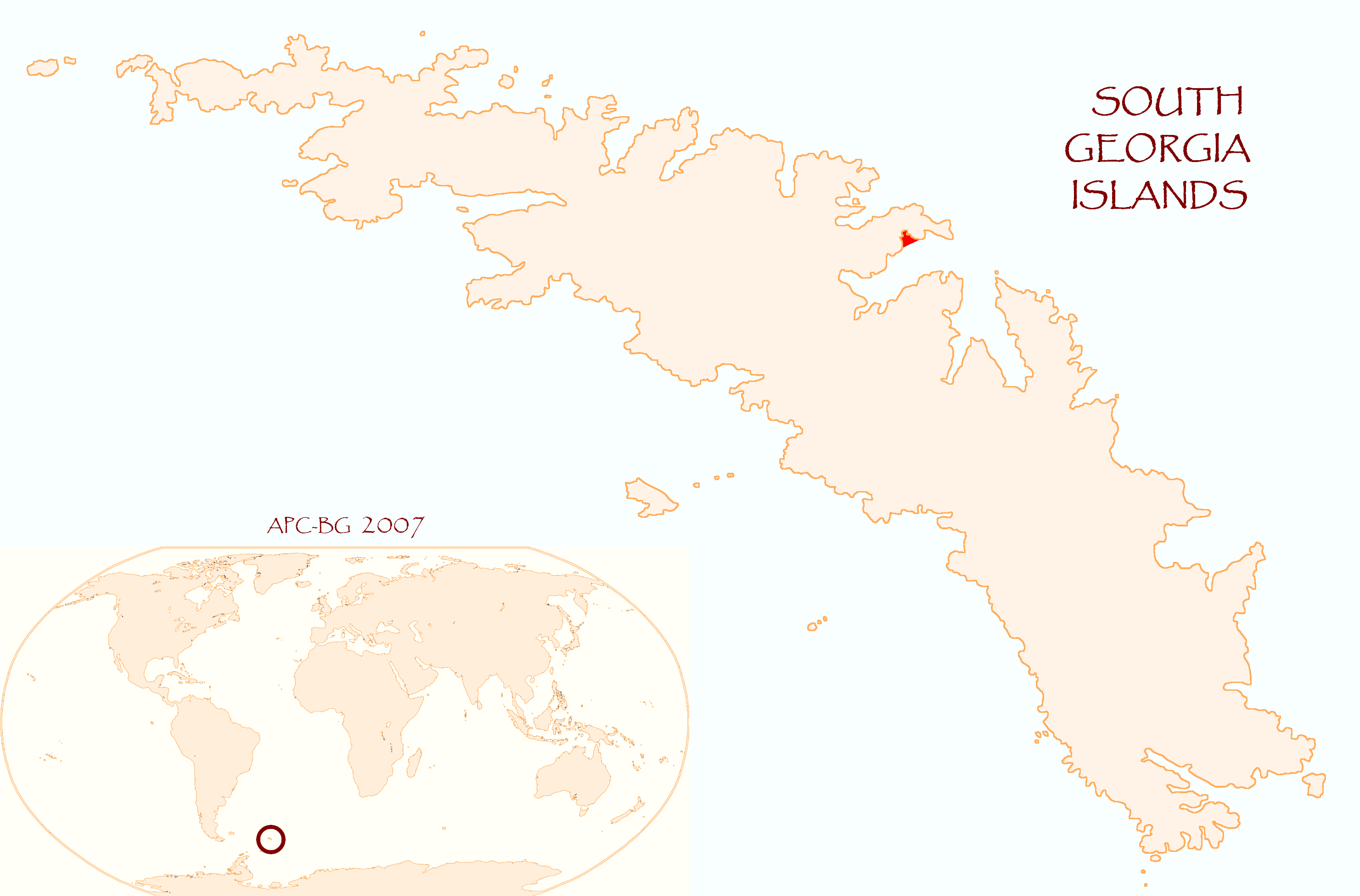
賈森港在南喬治亞島的位置

賈森港（英語：Jason Harbour）是南極洲的海港，位於英國海外領土南喬治亞島，處於艾倫灣以西的昆伯蘭西灣北部，寬1.6公里，由奧托·努登舍爾德率領的瑞典探險隊繪入地圖和命名。